# Peter J. Betts
Peter John Hornbuckle Betts (* 8. April 1941 in Livingstone, damals Nordrhodesien; † 10. Dezember 2019 in Hinterkappelen) war ein Kulturbeauftragter der Stadt Bern und ein britisch-schweizerischer Schriftsteller.

## Leben und Wirken
Peter J. Betts wuchs im damaligen britischen Protektorat Nordrhodesien auf und sprach mehrere afrikanische Sprachen. Er verlor als Vierjähriger seine Mutter und wurde mit sechs Jahren von seinem Vater zur Ausbildung in die Schweiz geschickt. In Huttwil besuchte er die Schule und studierte in Bern Anglistik und Germanistik. Anschliessend arbeitete er als Lehrer, Journalist, Schriftsteller und Übersetzer. Von 1978 bis 2003 war er hauptberuflich Kulturbeauftragter der Stadt Bern. 
Sein autobiographischer Roman Geschichten vom Fluss (2015) überspannt die Jahre 1910 bis 2000 und spielt in Nordrhodesien, Südafrika, der Deutschschweiz, England und Schweden. Betts war Mitglied bei den Autorinnen und Autoren der Schweiz (AdS), dem Berner SchriftstellerInnenverein und dem P.E.N.
Er hatte eine Tochter aus erster Ehe und lebte bis zu seinem Tod mit seiner Frau in Hinterkappelen bei Bern.

## Werk

### Prosa
- Fata Morgana. Dichtung in Prosa, 1961
- Die Pendler, 1975
- Anpassungsversuche. Spuren einer Kindheit, 1978
- Lorbeer und Salat. Essays, gehaltene und ungehaltene Reden, 1980
- Der Spiegel des Kadschiwe, 1983
- Natter – Ein Imperium, 1989
- Schwarze Kiste, 2010, ISBN 978-3-937717-47-0
- Geschichten vom Fluss, 2015, ISBN 978-3-906276-15-1
- Agent J und andere Weihnachtsgeschichten, 2018, ISBN 978-3-905896-89-3

### Theaterstücke
- Die Stufe, 1962
- Ach Auerbach, 1972 (mit Sam Jaun)
- Saul, 1973
- Bier, 1974 (mit Sam Jaun)
- Das neue Berner Lust-, Schreck- und Trauerspiel (mit Sam Jaun)
- Notbremse, 1985
- Tag der Tulpen, 1986
- Sie singen, die Delphine, 1996

### Lyrik
- Fährten im Wind, 2017, ISBN 978-3-906276-56-4

## Auszeichnungen
- 1972: Dramenpreis des Städtebundtheaters Biel-Solothurn
- 1974: Kurzgeschichtenpreis der Zeitschrift Beobachter
- 1976: Förderpreis der Stadt Bern
- 1978: Buchpreis der Stadt Bern
- 1981: Preis der Schweizerischen Schillerstiftung